# Maeda Naoki (cầu thủ bóng đá, sinh 1994)
Naoki Maeda (前田 直輝 Maeda Naoki, sinh ngày 17 tháng 11 năm 1994) là một cầu thủ bóng đá người Nhật Bản. Anh thi đấu cho Matsumoto Yamaga.

## Sự nghiệp thi đấu
Naoki Maeda gia nhập câu lạc bộ tại J2 League; Tokyo Verdy năm 2012. Năm 2015, anh chuyển đến câu lạc bộ tại J1 League; Matsumoto Yamaga. Năm 2016, anh chuyển đến Yokohama F. Marinos trước khi về Matsumoto năm 2018.

## Thống kê câu lạc bộ
Cập nhật đến ngày 2 tháng 1 năm 2018.
| Thành tích câu lạc bộ | Thành tích câu lạc bộ | Thành tích câu lạc bộ | Giải vô địch | Giải vô địch | Cúp                   | Cúp                   | Cúp Liên đoàn | Cúp Liên đoàn | Tổng cộng | Tổng cộng |
| Mùa giải              | Câu lạc bộ            | Giải vô địch          | Số trận      | Bàn thắng    | Số trận               | Bàn thắng             | Số trận       | Bàn thắng     | Số trận   | Bàn thắng |
| Nhật Bản              | Nhật Bản              | Nhật Bản              | Giải vô địch | Giải vô địch | Cúp Hoàng đế Nhật Bản | Cúp Hoàng đế Nhật Bản | J. League Cup | J. League Cup | Tổng cộng | Tổng cộng |
| --------------------- | --------------------- | --------------------- | ------------ | ------------ | --------------------- | --------------------- | ------------- | ------------- | --------- | --------- |
| 2012                  | Tokyo Verdy           | J2 League             | 4            | 0            | 0                     | 0                     | –             | –             | 4         | 0         |
| 2013                  | Tokyo Verdy           | J2 League             | 18           | 1            | 0                     | 0                     | –             | –             | 18        | 1         |
| 2014                  | Tokyo Verdy           | J2 League             | 26           | 3            | 0                     | 0                     | –             | –             | 26        | 3         |
| 2015                  | Matsumoto Yamaga      | J1 League             | 31           | 3            | 3                     | 1                     | 3             | 1             | 37        | 5         |
| 2016                  | Yokohama F. Marinos   | J1 League             | 13           | 2            | 4                     | 0                     | 7             | 0             | 24        | 2         |
| 2017                  | Yokohama F. Marinos   | J1 League             | 19           | 4            | 5                     | 1                     | 4             | 0             | 28        | 5         |
| 2018                  | Matsumoto Yamaga      | J2 League             | 0            | 0            | 0                     | 0                     | –             | –             | 0         | 0         |
| Tổng cộng sự nghiệp   | Tổng cộng sự nghiệp   | Tổng cộng sự nghiệp   | 111          | 13           | 12                    | 2                     | 14            | 1             | 137       | 16        |